# Hiroshi Satō (Fußballspieler)
Hiroshi Satō (jap. 佐藤 浩, Satō Hiroshi; * 7. März 1972 in der Präfektur Kanagawa) ist ein ehemaliger japanischer Fußballspieler.

## Karriere
Satō erlernte das Fußballspielen in der Schulmannschaft der Kansei High School. Seinen ersten Vertrag unterschrieb er 1992 bei Yokohama Flügels. Der Verein spielte in der höchsten Liga des Landes, der J1 League. Für den Verein absolvierte er 10 Erstligaspiele. 1999 wechselte er zum Ligakonkurrenten Sanfrecce Hiroshima. Im September 1999 wurde er an den Ligakonkurrenten Nagoya Grampus Eight ausgeliehen. 2000 kehrte er nach Sanfrecce Hiroshima zurück. 2001 wechselte er zum Ligakonkurrenten Nagoya Grampus Eight. Im Juli 2001 wechselte er zum Ligakonkurrenten Yokohama F. Marinos. Ende 2004 beendete er seine Karriere als Fußballspieler.

## Erfolge
Yokohama Flügels
- Kaiserpokal

Sieger: 1993, 1998
Finalist: 1997
Sanfrecce Hiroshima
- Kaiserpokal

Finalist: 1999
Nagoya Grampus Eight
- Kaiserpokal

Sieger: 1999
Yokohama F. Marinos
- J1 League

Meister: 2003, 2004
Vizemeister: 2002
- J.League Cup

Sieger: 2001